# الجيش الهندي خلال الحرب العالمية الثانية
بدأ جيش الهند البريطاني الحرب العالمية الثانية، في عام 1939، بعدد أقل بقليل من 200,000 رجل في الحرب. وبحلول نهاية الحرب، أصبح أكبر جيش متطوعين في التاريخ، إذ ارتفع عدده إلى أكثر من 2.5 مليون رجل في أغسطس 1945. خدموا في فرق المشاة والفرق المدرعة وفي قوة محمولة جواً ناشئة، قاتلوا في ثلاث قارات في أفريقيا وأوروبا وآسيا.
حارب جيش الهند البريطاني في إثيوبيا ضد الجيش الإيطالي، وفي مصر وليبيا وتونس والجزائر ضد كل من الجيش الإيطالي والألماني، وبعد الاستسلام الإيطالي، ضد الجيش الألماني في إيطاليا. ولكن، كان الجزء الأكبر من جيش الهند البريطاني ملتزمًا بمحاربة الجيش الياباني، في البداية خلال الهزائم البريطانية في مالايا والتراجع من بورما إلى الحدود الهندية، وفي وقت لاحق، بعد الراحة وإعادة التجهيز للتقدم الناجح هذه المرة إلى بورما، كجزء من أكبر جيش للإمبراطورية البريطانية تشكل على الإطلاق. أودت هذه الحملات بحياة أكثر من 87,000 جندي هندي، بينما أصيب 34,354 آخرين، وأصبح 67,340 أسير حرب. اعتُرف بشجاعتهم من خلال منح نحو 4,000 وسام، وحصل 18 من أعضاء جيش الهند البريطاني على وسام صليب فكتوريا أو وسام صليب جورج. أكد المشير كلود أوكنلك، القائد العام لجيش الهند البريطاني منذ عام 1942، أن البريطانيين «لم يكن بإمكانهم خوض الحربين (الحرب العالمية الأولى والثانية) لو لم يكن لديهم جيش الهند البريطاني». أشاد رئيس الوزراء البريطاني ونستون تشرشل أيضًا «بشجاعة الجنود والضباط الهنود التي لا مثيل لها».

## خلفية
في عام 1939، كان جيش الهند البريطاني قوة من ذوي الخبرة، إذ قاتل في الحرب الإنجليزية الأفغانية الثالثة، وفي حملتين رئيسيتين في وزيرستان، خلال 1919-1920 و1936-1939، وفي العديد من النزاعات الصغيرة على الحدود الشمالية الغربية منذ الحرب العالمية الأولى. لم يكن هناك نقص في عدد القوات حتى تُستدعى قوات جديدة، لكن الجيش عانى من نقص في الموظفين الفنيين المهرة. كان تحويل قوة الفرسان إلى قوة دبابات ميكانيكية قد بدأ للتو وتعطل بسبب عدم القدرة على توفير أعداد كافية من الدبابات والعربات المدرعة.
في عام 1939، لم يكن لدى المسؤولين البريطانيين خطة لتوسيع وتدريب القوات الهندية، والتي كانت تضم حوالي 130,000 رجل (بالإضافة إلى ذلك، كان هناك 44,000 رجل في الوحدات البريطانية في الهند في عام 1939). كانت مهمتهم هي الأمن الداخلي والدفاع ضد تهديد روسي محتمل عبر أفغانستان. مع تقدم الحرب، توسع حجم ودور الجيش الهندي بصورة كبيرة، وكانت القوات تُرسل إلى جبهات القتال في أقرب وقت ممكن. كانت المشكلة الأكثر خطورة نقص المعدات.

## التنظيم
كان جيش الهند البريطاني لعام 1939 مختلفًا عن جيش الهند البريطاني خلال الحرب العالمية الأولى، إذ أُصلح في عام 1922، وابتعد عن تشكيل أفواج من كتيبة واحدة إلى تشكيل أفواج متعددة الكتائب. في الإجمالي خُفض عدد التشكيلات في الجيش إلى 21 كتيبة سلاح فرسان و107 كتيبة مشاة. يتألف الجيش الميداني الآن من أربعة فرق مشاة وخمسة ألوية سلاح فرسان. كانت هناك قوة تغطية من 12 لواء مشاة لحماية الحدود الشمالية الغربية من التوغلات وخُصص ثلث المشاة و43 كتيبة للأمن الداخلي ولمساعدة السلطة المدنية. في ثلاثينيات القرن العشرين، بدأ جيش الهند البريطاني برنامجًا للتحديث، إذ أصبح لديهم مدفعية خاصة بهم، وفوج مدفعية هندي، وبدأ سلاح الفرسان في التحديث إلى العربات الميكانيكية. بحلول عام 1936، التزم الجيش الهندي في زمن الحرب بالتزويد بلواء لكل من سنغافورة والخليج الفارسي والبحر الأحمر وبورما واثنان لمصر. ولكن بحلول عام 1939، خفضت التخفيضات الإضافية جيش الهند البريطاني إلى 18 كتيبة فرسان و96 كتيبة مشاة، في المجموع 194,373 رجلًا من بينهم 34,155 غير مقاتلين. يمكنهم أيضًا استدعاء 15,000 رجل من القوة الحدودية غير النظامية، و22,000 رجل من القوة المساعدة (للهند)، التي تتكون من متطوعين أوروبيين وهنود إنجليزيين، و19,000 من القوة الإقليمية الهندية، و53,000 من قوات الدولة الهندية. شكل الجنود المسلمون ما يصل إلى 40 ٪ من جيش الهند البريطاني خلال الحرب.
كان هناك اثنان وعشرون فوجًا منتظمًا من الفرسان، الذين زُودوا بوحدات السيارات المدرعة والمصفحة. (أضيفت سبعة أفواج أخرى خلال الحرب.) كان هناك عشرون فوجًا هنديًا منتظمًا من المشاة (بما في ذلك بنادق بورما) وعشرة أفواج جوركا. قبل الحرب، كان لدى جميع الأفواج الهندية كتيبتين على الأقل، ومعظمها كان لديها أكثر. كان لدى أفواج جوركا كتيبتان لكل منها. خلال الحرب، أُضيف لأفواج جوركا كتيبتين إضافيتين لكل منها، بينما أُضيف للأفواج الهندية ما يصل إلى خمسة عشر كتيبة. أُنشئ فوجان آخران (فوج آسام وفوج بورما) خلال الحرب.
بدأ جيش الهند البريطاني الحرب العالمية الثانية غير مستعد وعانى من نقص الأسلحة والمعدات الحديثة. لم تكن تتوقع الهند أن تشارك في أي أعمال قتالية وقد نصحتها الحكومة البريطانية بعد اندلاع الحرب في أوروبا، أنه من غير المحتمل أن تكون مطلوبة على الإطلاق. لذلك، كان من المفاجئ عندما طُلب من فرقتي المشاة الرابعة والخامسة الخدمة في حملات شمال أفريقيا وشرق أفريقيا ومن أربعة فرق من البغال للانضمام إلى القوة الاستطلاعية البريطانية في فرنسا.

### 1940
في مايو 1940، تُوصل إلى اتفاق بين الحكومتين البريطانية والهندية بشأن تشكيل خمسة مشاة أخرى وفرقة مدرعة، والتي أصبحت فرق المشاة السادسة والسابعة والثامنة والتاسعة والعاشرة والفرق المدرعة الهندية الحادية والثلاثين. كان القصد من هذه الفرق الجديدة بالدرجة الأولى أن تستخدم في الدفاع عن مالايا (الفرقة التاسعة) والعراق (فرق المشاة السادسة والثامنة والعاشرة). وكان من المقرر أن يذهب لواء العربات الهندي الثالث من الفرقة المدرعة إلى مصر. عُلق تشكيل بقية الفرق المدرعة بسبب نقص المركبات المدرعة.

### 1941
في مارس 1941، عدلت الحكومة الهندية خطة الدفاع عن الهند. كانت الهند قلقة مما كان اليابانيون يخططون له ومن متطلبات استبدال الفرق المرسلة إلى الخارج، كانت هناك حاجة إلى سبعة أفواج مدرعة جديدة و50 كتيبة مشاة جديدة لخمس فرق مشاة جديدة شُكلت: ال 14 وال 17 وال 19 وال 20 وال 34، وللتشكيلتين المدرعتين الفرقة المدرعة الهندية الثانية والثلاثون ولواء الدبابات الهندي الخمسون.

### 1942
مع سقوط سنغافورة في عام 1942، أُسر حوالي 40,000 جندي هندي. أعطي لهم خيار بالانضمام للجيش الوطني الهندي، وانضم 30,000 إليه. أولئك الذين رفضوا أصبحوا أسرى حرب وأُرسلوا في الغالب إلى غينيا الجديدة.
مع الفرق التي شُكلت سابقًا والتي كانت أغلبها متمركزة في الخارج في عام 1942، شكل الجيش أربعة فرق مشاة أخرى (23، 25، 28، 36) والفرقة المدرعة الهندية 43. ولكن، أدت الأحداث خلال عام 1942 والفتوحات اليابانية إلى عدم تشكيل الفرقة 28 واستُخدمت الوحدات المخصصة لها في مكان آخر. أُنشئت الفرقة 36 بصورة فريدة كتكوين لجيش الهند البريطاني، ولكن شُكلت من الألوية البريطانية التي وصلت إلى الهند من حملة مدغشقر ومن بريطانيا. كانت الفرقة الأخير التي شُكلت في عام 1942 هي فرقة المشاة الهندية السادسة والعشرين، والتي شُكلت على عجل من الوحدات المختلفة التي كانت في التدريب أو من الوحدات المتمركزة بالقرب من كلكتا.